# 白枕鹊鸭
，是雁形目鸭科的一种鸟类。

## 特征
白枕鹊鸭体重约397.46克，翼长约160.8毫米，嘴峰长约28.8毫米，喙宽度约12.9毫米，喙厚度约9.9毫米，跗蹠长约30.1毫米，尾长约65.4毫米。白枕鹊鸭是候鸟，其栖息在开放的湖泊、沼泽等湿地环境中，食性为肉食性，主要食物来源是水生动物。

## 分布
繁殖于北美洲北部；越冬于墨西哥和大安的列斯群岛。